# گمینا بیاو بور
گمینا بیاو بور (به لهستانی:  Gmina Biały Bór) یک گمینا در لهستان است که در شهرستان شچچینک واقع شده‌است. گمینا بیاو بور ۲۷۰٫۲۳ کیلومتر مربع مساحت و ۵٬۱۶۶ نفر جمعیت دارد.